# Колашаць
Колашаць (хорв. Kolašac) — населений пункт у Хорватії, у Шибеницько-Книнській жупанії у складі громади Кистанє.

## Населення
Населення за даними перепису 2011 року становило 50 осіб.
Динаміка чисельності населення поселення:

## Клімат
Середня річна температура становить 13,49 °C, середня максимальна – 28,67 °C, а середня мінімальна – -1,38 °C. Середня річна кількість опадів – 887 мм.
| Клімат поселення                              | Клімат поселення | Клімат поселення | Клімат поселення | Клімат поселення | Клімат поселення | Клімат поселення | Клімат поселення | Клімат поселення | Клімат поселення | Клімат поселення | Клімат поселення | Клімат поселення | Клімат поселення |
| Показник                                      | Січ.             | Лют.             | Бер.             | Квіт.            | Трав.            | Черв.            | Лип.             | Серп.            | Вер.             | Жовт.            | Лист.            | Груд.            |                  |
| Середній максимум, °C                         | 9,96             | 10,98            | 13,95            | 17,41            | 22,35            | 26,28            | 28,67            | 28,31            | 23,77            | 18,96            | 13,49            | 10,43            |                  |
| Середня температура, °C                       | 4,29             | 5,30             | 8,29             | 11,74            | 16,69            | 20,60            | 23,90            | 23,55            | 18,99            | 14,19            | 8,72             | 5,67             |                  |
| Середній мінімум, °C                          | −1,38            | −0,36            | 2,62             | 6,06             | 11,01            | 14,95            | 19,10            | 18,78            | 14,20            | 9,40             | 3,95             | 0,90             |                  |
| Норма опадів, мм                              | 73               | 67               | 72               | 79               | 64               | 62               | 39               | 53               | 87               | 95               | 107              | 89               |                  |
| Середньомісячна швидкість вітру, м/с          | 1.84             | 2.03             | 2.29             | 2.27             | 2.00             | 1.80             | 1.80             | 1.67             | 1.73             | 1.77             | 2.07             | 2.04             |                  |
| Середньомісячна сонячна радіація, кДж/м²·день | 5187             | 7870             | 11515            | 16151            | 20237            | 22594            | 24255            | 21198            | 15759            | 10104            | 5591             | 4414             |                  |
| --------------------------------------------- | ---------------- | ---------------- | ---------------- | ---------------- | ---------------- | ---------------- | ---------------- | ---------------- | ---------------- | ---------------- | ---------------- | ---------------- | ---------------- |
| Джерело:                                      |                  |                  |                  |                  |                  |                  |                  |                  |                  |                  |                  |                  |                  |